# Plateau mongol

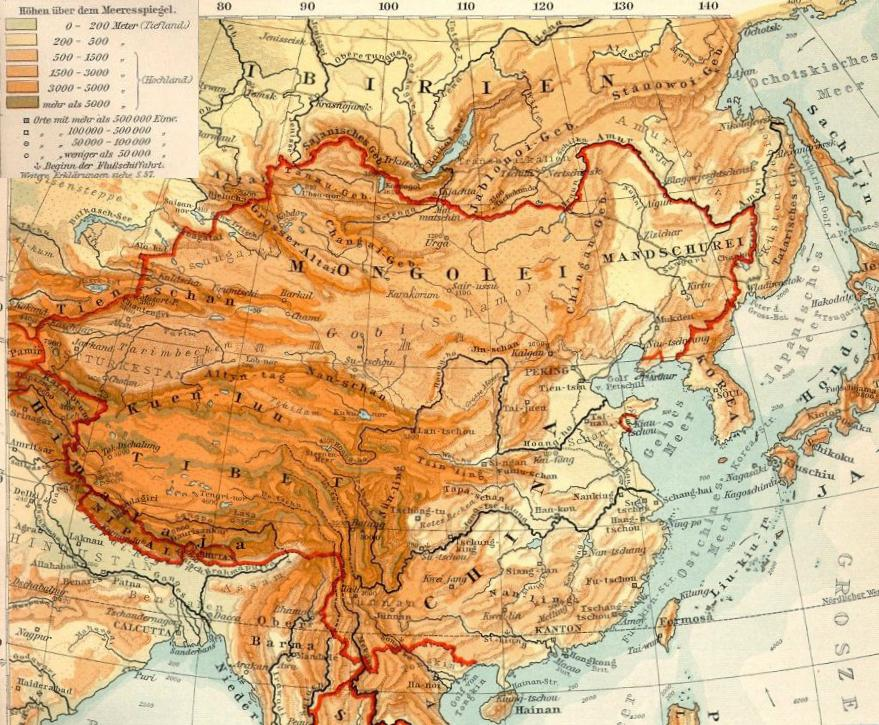
Carte topographique allemande de l'empire chinois de la Dynastie Qing en 1903, où apparaît le plateau mongol sous l'appelation de "Mongolei"

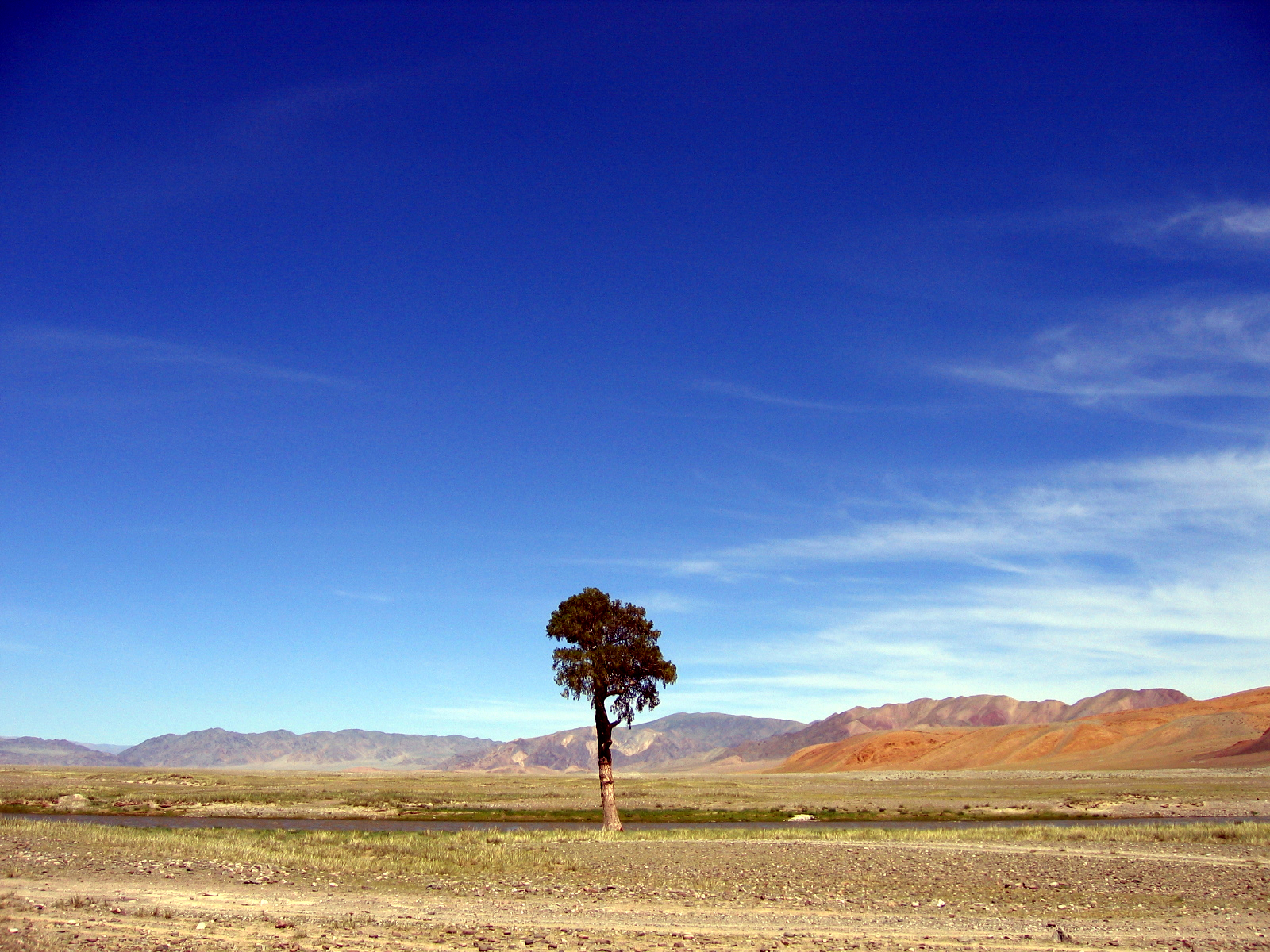
Image du plateau mongol.

Le plateau mongol est un plateau d'Asie de l’Est d'environ 2 600 000 km2, qui tire son nom du peuple mongol, principale ethnie y vivant. Il est bordé à l'ouest par le massif de l'Altaï, à l'est par la chaîne du Grand Khingan qui le sépare de la Mandchourie, tandis que le lac Baïkal et les monts Saïan, Tannou Ola, Khamar-Daban et Khentii au nord le séparent des taïgas de Sibérie. Au sud, les monts Yin, Helan, et le Fleuve Jaune le séparent du reste de la Chine. Ce plateau inclut le désert de Gobi. Sa partie centrale est constituée majoritairement de steppes. Il s'élève entre 1 000 et 1 500 mètres au-dessus du niveau de la mer, son point le plus bas étant à Hulunbuir, en Mongolie-Intérieure, et son point le plus élevé sur l'Altaï, le pic Mönh Hayrhan, à 4 362 m d'altitude. De nombreuses rivières y coulent, dont la Zavkhan, Selenga et Kerulen. Le climat continental sec est caractérisé par une pluviométrie annuelle d'environ 200mm et de grandes variations de température entre l'été et l'hiver.
Le plateau est divisé entre la Russie (sud de la Bouriatie, Oblast d'Irkoutsk) , la Chine (est du Xinjiang, Mongolie-Intérieure) et la Mongolie. Les Kazakhs sont la principale ethnie minoritaire, tandis que les Han sont majoritaires en Mongolie Intérieure.
Traditionnellement, la population était nomade et pratiquait le pastoralisme nomade, élevant moutons, chèvres, bovidés (dont les yacks), chameaux de Bactriane et surtout chevaux. Des fermes d'élevage extensives s'y sont développées au XXe siècle. Bien que le climat rigoureux limite l'agriculture, le blé, l'avoine et d'autres céréales et légumes sont cultivés sur le plateau. Dans les zones irriguées de la Mongolie intérieure, on cultive des betteraves sucrières et des graines oléagineuses. Le plateau est également riche en ressources minérales comme le charbon, le fer, le cuivre, le molybdène, la fluorine, l'uranium, l'or et l'argent. Bien que des routes traversent la région, le plateau reste relativement isolé et économiquement sous-développé.